# 等刺温剑水蚤
等刺温剑水蚤（学名：Thermocyclops kawamurai）为剑水蚤科温剑水蚤属的动物，是中国的特有物种。分布于江苏、安徽、湖北、陕西、山西、河北、吉林、黑龙江、新疆等地，一般生活于池塘及鱼池中。